# 陽気な仲間の二人の男と二人の女
『陽気な仲間の二人の男と二人の女』（ようきななかまのふたりのおとことふたりのおんな、蘭: Gezelschap van twee mannen en twee vrouwen、英: Merry Company with Two Men and Two Women）、または『訪問』（ほうもん、英: The Visit）は、17世紀オランダ黄金時代の画家ピーテル・デ・ホーホが1657年ごろ、キャンバス上に油彩で制作した絵画である。 当時のオランダで人気のあった「陽気な仲間」の主題を表した風俗画の一例である。お互いに仲間同士として楽しんでいる一群の人物を描いているが、肖像画として意図されたものではない。作品は、砂糖製造業で財を成した資本家へイヴマイヤー氏のコレクションにあったが、1929年に氏の遺贈によりニューヨークのメトロポリタン美術館に収蔵された。

## 作品
デ・ホーホは、本作を「フォールハイス (蘭: voorhuis)」と呼ばれる、一番よく日の当たる細長い家の窓側の部屋に設定している。窓の配置と空間の構造は、当時デ・ホーホがフェルメールと親しく対話をしていたことを明らかにしている。しかし、催淫剤となる牡蠣の皿などの要素は、おそらくデ・ホーホがこの特別な場面を健全な家ではなく、売春宿として意図していたことを示唆している。

1910年、本作について研究者のホフステーデ・デ・フロートは以下のように記述した。
192. 室内の二人の男と二人の女。ジョン・スミス (美術史家) の著作で34番。人物たちは、部屋の左手の、上半分が上げられている大きな窓の横に集っている。テーブルの左端には少女が立っており、ワインを注いでいる。彼女は、白い毛皮で縁取られた赤い上着、青いスカート、大きな白いエプロンを身に着けている。幅広いカラーの付いた白い服を着て、縁の垂れた帽子を被っている若い紳士がテーブルの後ろに立ち、少女を見ている。彼は、右手で椅子の背もたれに寄りかかり、左手にはパイプを持っている。テーブルの右側には、黒いケープを纏っていて、長いカールした髪が顔を隠している男が座っている。彼は横に座っている少女の腕を取っているが、彼女は警戒しつつも悪戯っぽい表情で彼を見ている。右側の前景には、彼の縁の垂れた帽子が落ちている。右側の背後には、カーテンの付いたベッドがある。ベッドの上には、男の肖像画がかかっており、その横には銘文の記されたオランダの港の地図がある。光は左から射している。良い絵で、光と色の扱いにおいて力強く、輝かしい。バーガーはフェルメールの作品だと見なした。1866年の『ガゼット・デ・ボザール』14号の551ページを参照のこと。板絵。縦27インチ、横22と1/2インチ。
1833年、ドゥレセール (Delessert) 男爵のコレクション (ジョン・スミス)。
売却歴。1869年5月15日、フランソワ・ドゥレセール、36番　(150,000フラン)。1883年4月5日、パリの B. ナリシュキーヌ (B.Narischkine) (160,000フラン)。
1889年7月1日、パリのウジェーヌ・スクレタン (270,000フラン)。その後、パリのデュラン・リュエルの所有。現在、ニューヨークのへイヴマイヤー・コレクション蔵。